# Lay Lady Lay
Lay Lady Lay — сингл норвезького співака та композитора Евена Йохансена. Синг вийшов на двох різних носіях: звичайному CD диску та 7-дюймовій платівці.
Кавер версія пісні Боба Ділана «Lay Lady Lay», виконана Йохансеном разом з ірландською співачкою Ґеммою Хайєс увійшла до саундтреку фільму «Містер і Місіс Сміт».

## Список композицій
CD версія:
1. «Lay Lady Lay» (радіо версія) — 3:27
2. «Wish Me Well» — 3:09
3. «Last Day Of Summer» (ремікс) — 6:59
4. «Lay Lady Lay» (повна версія)

7-дюймова платівка:
1. «Lay Lady Lay» (повна версія) — 4:37
2. «Clean Slate» (ремікс) — 4:24